# Masalia uncta
Masalia uncta är en fjärilsart som beskrevs av Swinhoe 1885. Masalia uncta ingår i släktet Masalia och familjen nattflyn. Inga underarter finns listade i Catalogue of Life.